# Ozan Dolunay
Mehmet Ozan Dolunay (* 2. Mai 1990 in Ankara) ist ein türkischer Schauspieler.

## Leben und Karriere
Dolunay wurde am 2. Mai 1990 in Ankara geboren. Er studierte an der Koç Üniversitesi. Sein Debüt gab er 2015 in der Fernsehserie Tatlı Küçük Yalancılar. Danach spielte er in dem Theaterstück Killology. 2016 war er in der Serie Oyunbozan zu sehen. Anschließend trat er in Yüksek Sosyete auf. Seine erste Hauptrolle bekam er in Lise Devriyesi. Später wurde er 2019 für die Serie Zalim İstanbul  gecastet.

## Filmografie
Serien
- 2015: Tatlı Küçük Yalancılar
- 2016: Oyunbozan
- 2016: Yüksek Sosyete
- 2017: Lise Devriyesi
- 2018: Darısı Başımıza
- 2019–2020: Zalim İstanbul
- 2020: İyi Günde Kötü Günde
- 2021: Bizi Ayıran Çizgi
- 2021: Misafir

## Theater
- 2018–2019: Killology
- 2021: Bir yaz gecesi Rüyası